# لباس‌های قرون وسطای آغازین

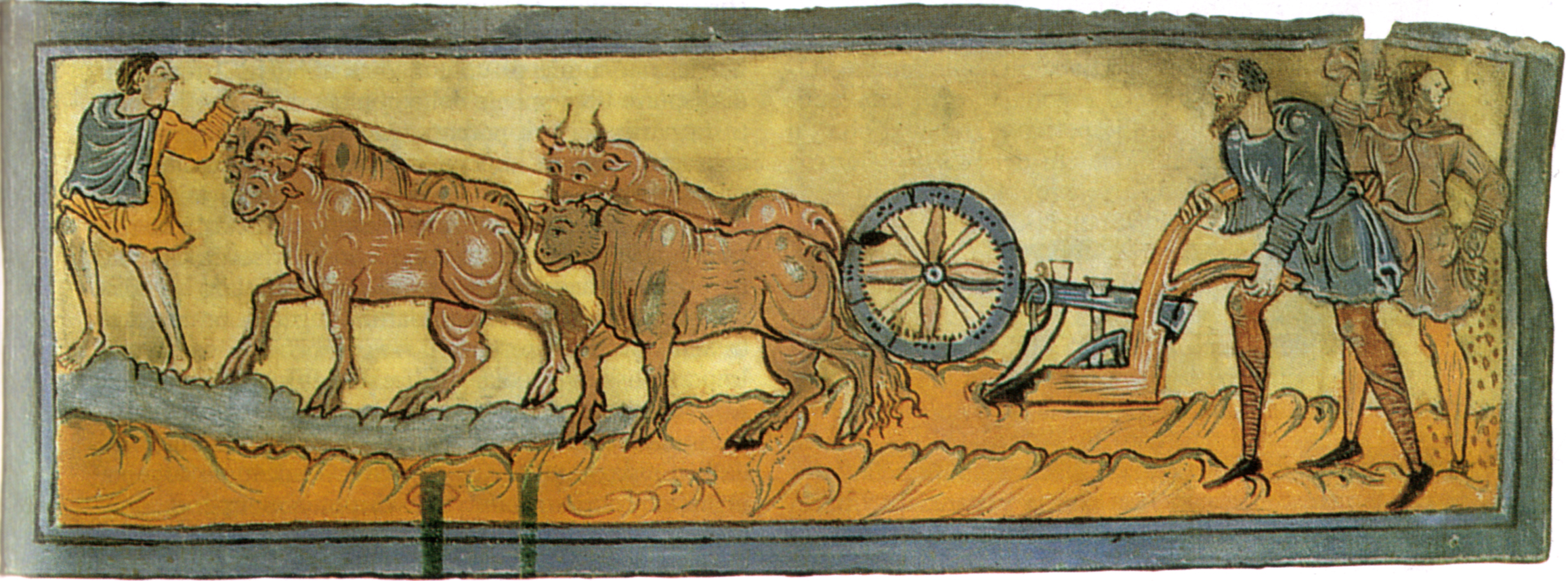
مرد انگلیسی در حدود سال ۱۰۰۰

لباس‌های قرون وسطای آغازین (انگلیسی: Early medieval European dress) که از حدود سال ۴۰۰ میلادی آغاز و تا ۱۱۰۰ میلادی به طول انجامید، خیلی تدریجی تغییر کرد. ویژگی اصلی این دوره، برخورد جامه رومی با جامعه مردمان مهاجم بود که در این دوره در تمامی اروپا پراکنده شده بودند. برای چندین قرن، مردم برخی از مناطق بسته با اینکه به چه میزان با جمعیت رومی‌شده یا جمعیت‌های جدید همچون فرانک‌ها، آنگلوساکسون‌ها یا ویزیگوت‌ها ارتباط و برخورد داشتند، نوع پوشاک خود را انتخاب می‌کردند. با این تفاوت این دور گروه مشهود بود؛ چراکه مردمان مهاجم، لباس‌های کوتاه با کمربند و شلوار یا ساپورت قابل مشاهده بر تن می‌کردند اما مردمان رومی‌شده همچنان لباس‌های بلند همچون جامه‌های رومی می‌پوشیدند. با این حال با پایان این دوره، این تفاوت‌ها نهایتاً از بین رف و لباس‌های رومی به عنوان لباس‌های جامعه روحانیت انتخاب شد و باقی ماند.